# 马尔科姆·卡迈克尔
马尔科姆·卡迈克尔（英語：Malcolm Carmichael，1955年9月8日—），英国男子赛艇运动员。他曾代表英国参加1980年夏季奥林匹克运动会赛艇比赛，搭档查尔斯·威金获得男子双人单桨无舵手铜牌。